# Carl Christoph Burckhardt

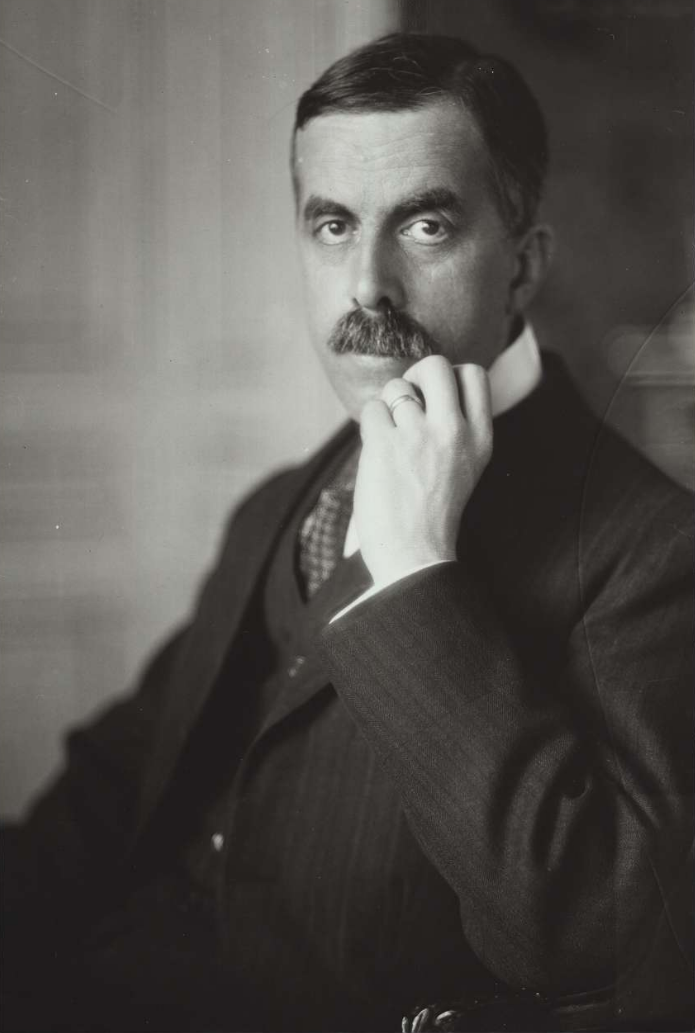
Carl Christoph Burckhardt-Schazmann

Carl Christoph Burckhardt (auch Burckhardt-Schazmann; * 5. Dezember 1862 in Basel; † 19. Februar 1915 in Birsfelden; heimatberechtigt in Basel) war ein Schweizer Jurist und Politiker.

## Leben
Carl Christoph Burckhardt, Sohn des Regierungsrats Carl Burckhardt, studierte von 1881 bis 1885 Rechtswissenschaften in Basel, Göttingen und Berlin, wo er von 1885 bis 1886 als zweiter Sekretär auf der Schweizer Gesandtschaft wirkte. 1888 habilitierte er sich an der Universität Basel und wurde 1889 zum Zivilrichter gewählt. Von 1890 bis 1898 war er Zivilgerichtspräsident, von  1901 bis 1904 wirkte er als Appellationsrichter.  
Parallel zu seiner Tätigkeit als Richter unterrichtete Burckhardt an der Universität seiner Vaterstadt. Er bekleidete von 1891 bis 1898 dort zunächst eine ausserordentliche und schliesslich von 1898 bis 1906 eine ordentliche Professur für römisches Recht und Zivilrecht, 1904 zudem die Rektoratswürde.
Relativ spät begann Burckhardt auch eine politische Karriere. Er sass von 1902 bis 1906 als Vertreter der Liberaldemokratischen Partei im Grossen Rat. Anschliessend, von 1906 bis 1915, war er Regierungsrat und als Vorsteher des Justizdepartements verantwortlich für das 1910 verabschiedete Kirchengesetz, das die Trennung von Kirche und Staat vornahm. Dafür wurde er von der Theologischen Fakultät der Universität Basel zum Dr. h. c. ernannt. Nach den Parlamentswahlen 1911 war Burckhardt bis zu seinem Tod Mitglied des Nationalrates.
Der bekannte Historiker und Diplomat Carl Jacob Burckhardt war sein Sohn. Sein Schwager war Paul Schazmann.

## Werke (Auswahl)
- Sinn und Umfang der Gleichstellung von dolus und lata culpa im Römischen Recht. Göttingen 1885.
- Neuzeitliche Wandlungen des Verhältnisses zwischen Staat und Kirche in der Schweiz. In: Politisches Jahrbuch der Schweizerischen Eidgenossenschaft, 24, 1910, S. 61–187.
- Die Stellung der Frau im Familienrecht: Neues schweizerisches Zivilgesetzbuch. Gemeinverständliche Darstellung. Neu hrsg. vom Verbande deutschschweizerischer Frauenvereine zur Hebung der Sittlichkeit. Basler Druck- und Verlagsanstalt, Basel 1912 (1937 wieder aufgelegt).
- Schriften und Vorträge. Mit einem Geleitwort von W. Bircher und einer biographischen Einleitung von Carl J. Burckhardt. Basel 1917.